# 台灣征蕃記
《台灣征蕃記》是由水野遵輯錄樺山資紀《征蕃私記》之內容，重新整理而成的著作，成書年份不詳，共分四卷。其內容記載明治維新後的大日本帝國在征台之役前之準備及整場戰事的過程，同時也記錄了台灣平地住民與原住民部落對當時日軍軍事行動的看法。